# Andy Martin

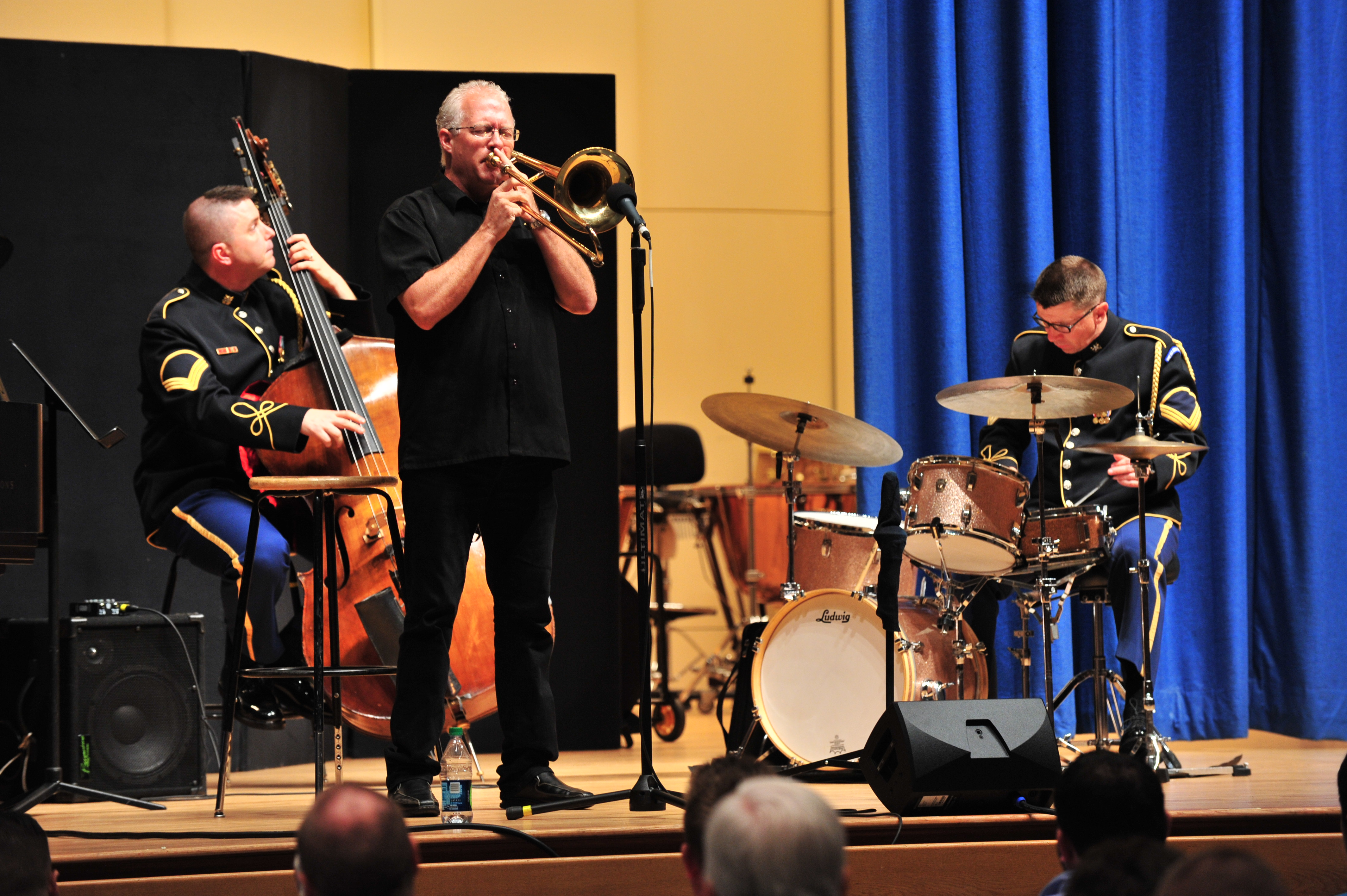
Andy Martin (2012)

Andy Martin (* 10. August 1960 in Provo, Utah) ist ein US-amerikanischer Jazz- und Studiomusiker (Posaune).

## Leben und Wirken

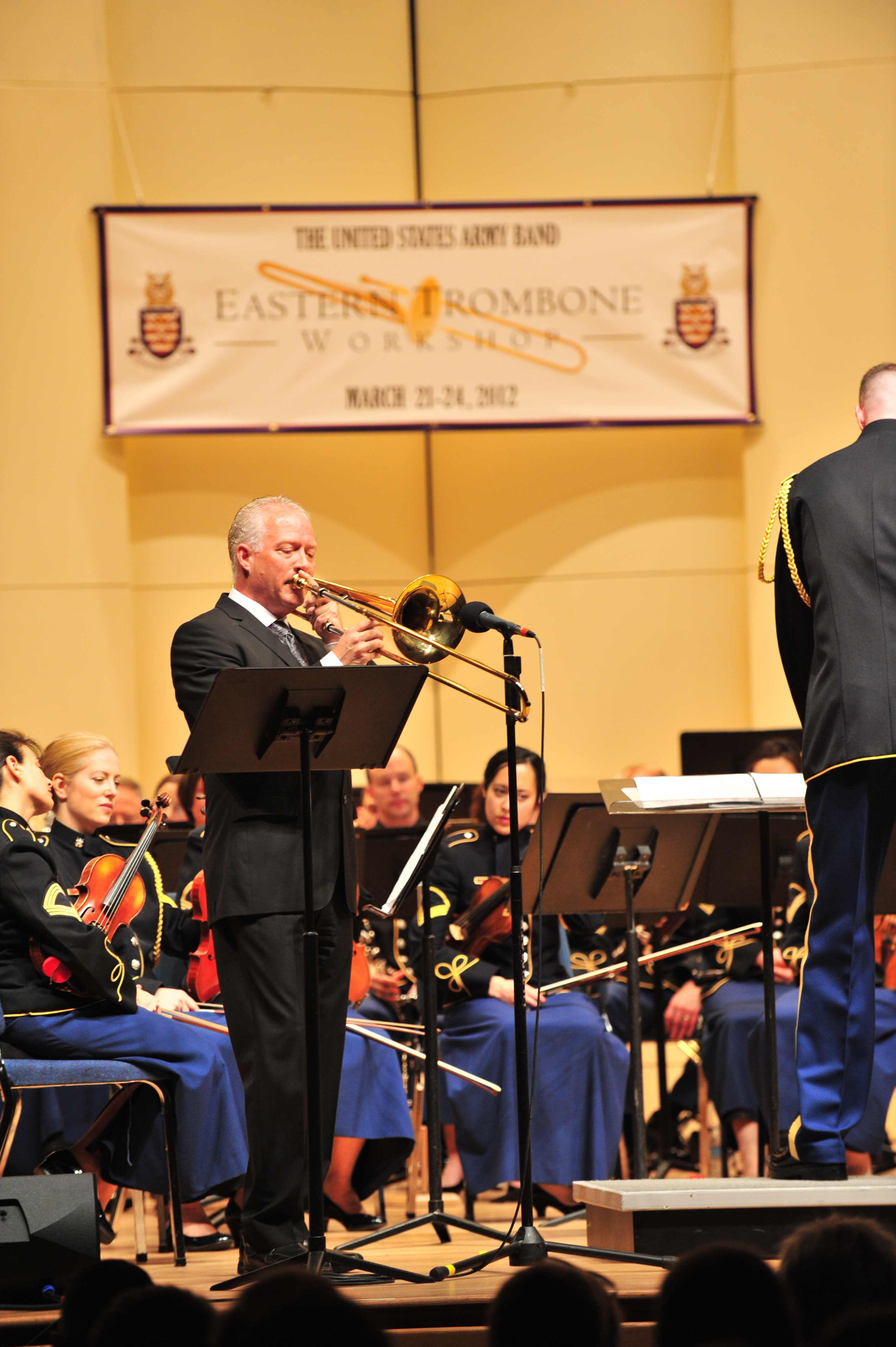
Andy Martin mit dem U.S. Army Orchestra, 2012

Martin stammt aus einer musikalischen Familie; sein Vater spielte Trompete. Mit seinen Brüdern formierte er als Jugendlicher die Band Martin Brothers. Er besuchte das Golden West College, wo er Unterricht bei Tom Kubis hatte, anschließend studierte er an der California State University, Long Beach. Seine professionelle Karriere begann er in einer Dixieland-Band in Disneyland. Er arbeitete ab den 1980er-Jahren in Los Angeles als Studio- und Jazzmusiker; erste Aufnahmen entstanden mit den L.A. Boppers, der Bigband von Matt Catingub und mit Dick Berk. Ferner spielte er in dieser Zeit in den Bands von Charlie Shoemake, Les Brown, Tom Talbert und Vic Lewis, im folgenden Jahrzehnt auch bei Bill Perkins, Horace Silver, Jack Sheldon, Buddy Charles, Bill Elliott, Frank Capp, Bill Holman, Buddy Childers und Louie Bellson. 1995 entstand sein Debütalbum Leading Off (Resurgent), an dem u. a. Eric Marienthal und John Patitucci mitwirkten. Zudem wirkte Martin auf dem im Jahr 1997 veröffentlichten Album Kamasutra von Prince mit.
Seit den 2000er-Jahren arbeitete er u. a. bei Gary Urwin, Gordon Goodwin, Tom Kubis, Wayne Bergeron, Keely Smith, Henry Mancini, Bill Cunliffe, Seth MacFarlane und Bobby Shew. Nach Tom Lord war er zwischen 1982 und 2014 an 214 Aufnahmesessions beteiligt. Zu hören ist er u. a. auch auf  Carl Saunders’ Album The Lost Bill Holman Charts (2007).
In den Hollywood-Studios wirkte Martin an zahlreichen Soundtracks mit, etwa bei der Filmmusik von Family Guy, American Dad, King of the Hill und Mission: Impossible III. Als Leadposaunist spielte er in der Studioband von Dancing with the Stars und American Idol. Ferner war er als Theatermusiker tätig und auf Aufnahmen  u. a. für Pussycat Dolls, Coldplay und Michael Bublé.

## Diskographische Hinweise
- Andy Martin & Metropole Orchestra (Mons, 1996), mit Rob Pronk, John Clayton
- Live at Capozzoli's (2001), mit Dave Pell, Larry Koonse, Trey Henry, Ray Brinker
- It's Fine ... It's Andy! (Fresh Sound, 2001), mit Jan Lundgren, Tom Warrington, Paul Kreibich
- Andy Martin/Vic Lewis: The Project (2002)
- Andy Martin-Jan Lundgren Quartet: How About You? (Fresh Sound, 2006), mit Jan Lundgren, Chuck Berghofer, Joe LaBarbera
- Andy Martin & Scott Whitfield: Sunday Afternoon at the Lighthouse – A Tribute to Carl Fontana Set One (2007), mit Christian Jacob, Trey Henry, Ray Brinker